# 1968 في نيوزيلندا
فيما يلي قوائم الأحداث التي وقعت خلال عام 1968 في نيوزيلندا.

## سياسة

### انتهاء فترة المنصب
- 1 أكتوبر – دينيس روجرز Mayor of Hamilton, New Zealand [الإنجليزية]‏.

## رياضة
- 1 يناير – كأس نيوزيلندا 1968 الفائز Eastern Suburbs AFC [الإنجليزية]‏.
- 20 فبراير – جائزة أستراليا الكبرى 1968 الفائز جيم كلارك.

## مواليد

### يناير
- 1 يناير – كاتي ولف مخرجة أفلام نيوزيلندية.
- 1 يناير – كوليت روبرتس مغنية أسترالية.
- 6 يناير – دين كلارك لاعب دوري رغبي نيوزيلندي.
- 8 يناير – كولن كرايغ

### فبراير
- 1 فبراير – مارك نيكسون لاعب دوري رغبي نيوزيلندي.
- 11 فبراير – باول كامبل لاعب كريكت نيوزلندي.
- 29 فبراير – غاريث فار ملحن نيوزيلندي.

### مارس
- 15 مارس – ريتشارد تورنر لاعب رغبي نيوزيلندي.
- 20 مارس – لورانس ماكوار
- 21 مارس – سيمون هينتون لاعب كريكت نيوزلندي.
- 29 مارس – لوسي لوليس ممثلة نيوزيلندية.

### أبريل
- 17 أبريل – أديل برودبنت

### مايو
- 22 مايو – مارك ميتشيل سياسي نيوزيلندي.

### يونيو
- 6 يونيو – كارين يونغ لاعبة كركيت نيوزيلندية.
- 21 يونيو – ألاستير ماكينتوش مُجدّف نيوزيلندي.

### يوليو
- 7 يوليو – نايجل دونيلي
- 8 يوليو – شاين هوارث لاعب رغبي نيوزيلندي.
- 17 يوليو – ليان ووكر لاعبة كرة سلة نيوزيلندية.
- 18 يوليو – جرانت باولر
- 24 يوليو – ميخائيل ميكا لاعب رغبي ساموي.
- 27 يوليو – كليف كورتس ممثل نيوزيلندي.

### أغسطس
- 8 أغسطس – ماثيو لان لاعب غولف نيوزيلندي.
- 27 أغسطس – ميخائيل لونغ لاعب غولف نيوزيلندي.

### سبتمبر
- 7 سبتمبر – جارود كونينغهام لاعب رغبي نيوزيلندي.
- 29 سبتمبر – بات لام لاعب اتحاد رغبي نيوزيلندي.

### أكتوبر
- 9 أكتوبر – ميكيلي كوكس لاعبة كرة قدم نيوزيلندية.
- 18 أكتوبر – باول مون مؤرخ نيوزيلندي.
- 18 أكتوبر – ليزا تشابيل
- 20 أكتوبر – مارك دوغلاس لاعب كركيت نيوزيلندي.
- 28 أكتوبر – ستيفن هنتر ممثل نيوزيلندي.

### نوفمبر
- 4 نوفمبر – لي جيرمون لاعب كركيت نيوزيلندي.
- 11 نوفمبر – نورمان هيويت لاعب اتحاد رغبي نيوزيلندي.
- 18 نوفمبر – لوغان إدواردز لاعب دوري رغبي نيوزيلندي.

### ديسمبر
- 5 ديسمبر – ديفيد هنتر لاعب كريكت نيوزلندي.
- 9 ديسمبر – قاي ميلفيل مُجدّف نيوزيلندي.
- 10 ديسمبر – ليون ويليامسون ملاكم كيك بوكسينغ نيوزيلندي.
- 21 ديسمبر – شون روبرتس لاعب كريكت نيوزلندي.
- 28 ديسمبر – شون سوليفان ملاكم نيوزيلندي.

## وفيات

### يناير
- 1 يناير – توماس فرنسيس دويل (مواليد 1893) سياسي نيوزيلندي.
- 1 يناير – ماري لويز روبرتس (مواليد 1886) متسلقة جبال نيوزيلندية.
- 24 يناير – برايان وارنر (مواليد 1919)

### مارس
- 5 مارس – هربرت إرنست هارت (مواليد 1882)
- 20 مارس – توم فيشر (مواليد 1891) لاعب رغبي نيوزيلندي.
- 20 مارس – ويليام بيري (مواليد 1885) سياسي نيوزيلندي.
- 21 مارس – كاثلين تود (مواليد 1898) طبيبة نفسية نيوزيلندية.

### أبريل
- 10 أبريل – فرانك فريتاس (مواليد 1901) لاعب رغبي نيوزيلندي.

### يونيو
- 15 يونيو – إرنست كوربيت (مواليد 1898) سياسي نيوزيلندي.
- 21 يونيو – إيك روبن (مواليد 1886) مصارع هاوي نيوزيلندي.

### يوليو
- 3 يوليو – ويليام هيغينز (مواليد 1888) لاعب كريكت نيوزلندي.

### أغسطس
- 3 أغسطس – أندرو وايت (مواليد 1894) لاعب رغبي نيوزيلندي.
- 19 أغسطس – روث فرانس (مواليد 1913)
- 24 أغسطس – كاثلين أوكونور (مواليد 1876) رسامة أسترالية.

### سبتمبر
- 25 سبتمبر – جوك ماكنزي (مواليد 1892) لاعب اتحاد رغبي نيوزيلندي.

### أكتوبر
- 2 أكتوبر – بيت سكوغلاند (مواليد 1905)
- 14 أكتوبر – أرنولد أنتوني (مواليد 1886)